# Soul food

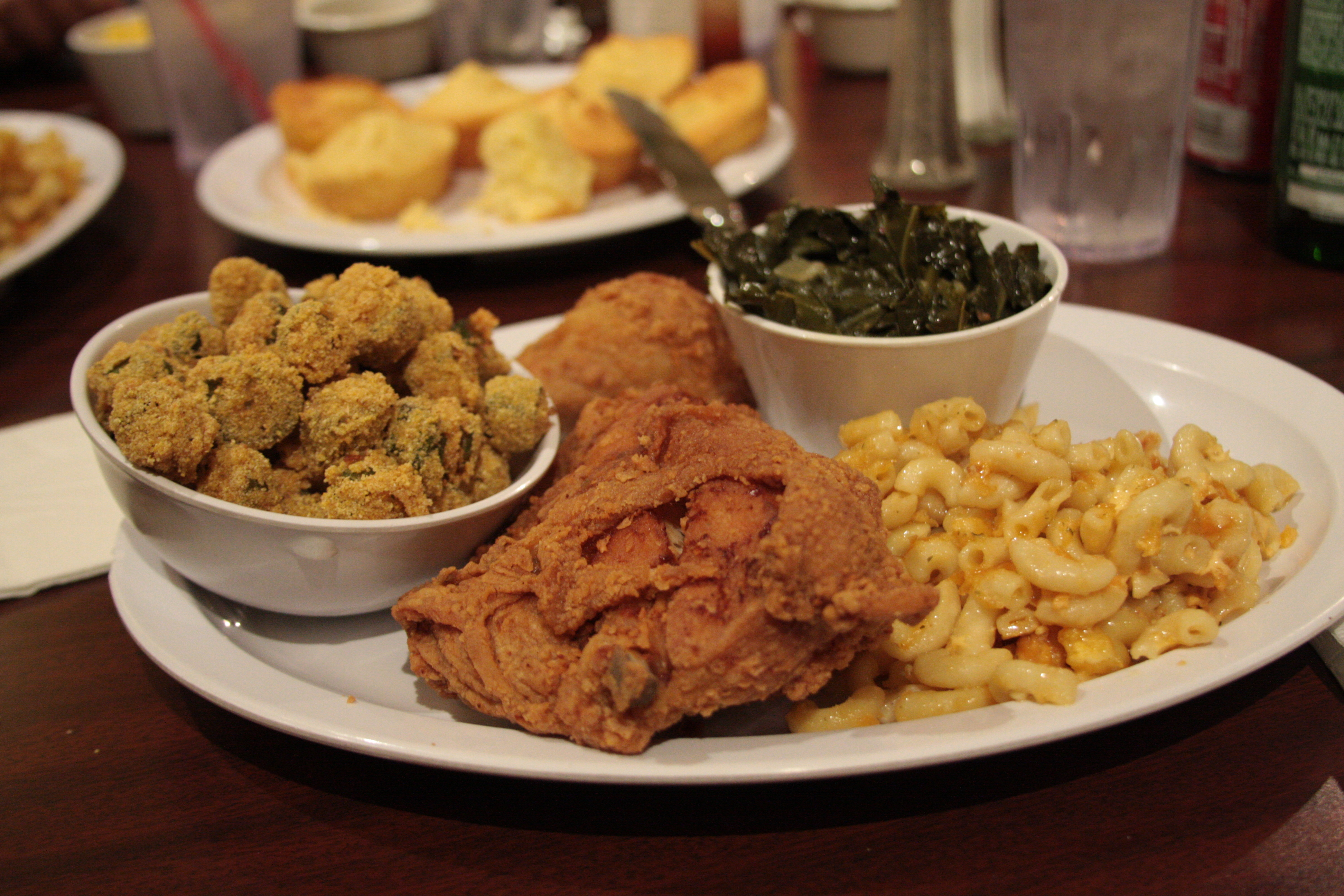
Typická soul food večeře

Soul food (z anglických slov soul a food , která znamenají duše a jídlo) jsou tradiční pokrmy černochů (Afroameričanů) v USA z období otroctví. Jídla jsou často připravována z levnějších nebo odpadních kousků masa, které majitelé plantáží už nepotřebovali. Hojně se používá slanina, sádlo, kukuřičný chléb a luštěniny.
Typickým soul food je vepřové maso smažené v trojobalu, zvané chittlins nebo chitterlings.
Známým soul food je smažené kuře, recept na něj vznikl smísením afrického a skotského receptu, později se rozšířil po celém Americkém jihu a díky fastfoodům jako je KFC do celého světa.